# 2세대 원자로
2세대 원자로(Gen II)는 원자력을 평화적으로 사용하기 시작한 1세대 원자로의 특징에서 경제성과 신뢰성을 고려한 요구에 맞추어 개발된 원자로이다. 전형적인 40년 수명으로 설계된 제2세대 원자로는 미국의 가압수형 원자로(PWR, pressurized water reactor)와 비등수형 원자로(BWR, boiling water reactor), 캐나다의 캔두(CANDU, canadian deuterium uranium)와 같은 가압중수형 원자로(PHWR, pressurized heavy water reactor), 영국의 개량가스냉각로(AGR, advanced gas-cooled reactor), 러시아의 VVER(water-water energetic reactor) 등이 있다. 우리나라는 미국의 경수로를 채택하여 고리 원전 1호기를 건설하였고, 캐나다의 가압중수형을 채택하여 월성 원전을 건설하였다.   
제2세대 원자로들은 1960년대 후반부터 가동을 시작하였는데, 현재 전 세계적으로는 400기 이상의 상용 PWR과 BWR이 가동되고 있다. LWR로 통칭되는 이런 원자로는 전기적 또는 기계적으로 가동을 시작할 수 있는 전통적인 능동안전계통을 채택하고 있다.   
컨버스천엔지니어링(현재의 웨스팅하우스)과 프라마톰(현재의 아레바)에 의해 개발된 제2세대 기술에 기반을 둔 한국표준형원전(KSNP)도 제2세대로 구분되며, 이후 KSNP+로 발전하였다. 2005년 KSNP/KSNP+는 아시아 시장을 겨냥해 OPR-1000으로 상표가 변경되었다. 운영 중인 KSNP 원자로는 한빛 5호 및 6호기와 한울 3·4·5·6호기 등 총 6기이고, OPR-1000 원자로는 신고리 1호와 2호기, 신월성 1호와 2호기 등 총 4기이다.

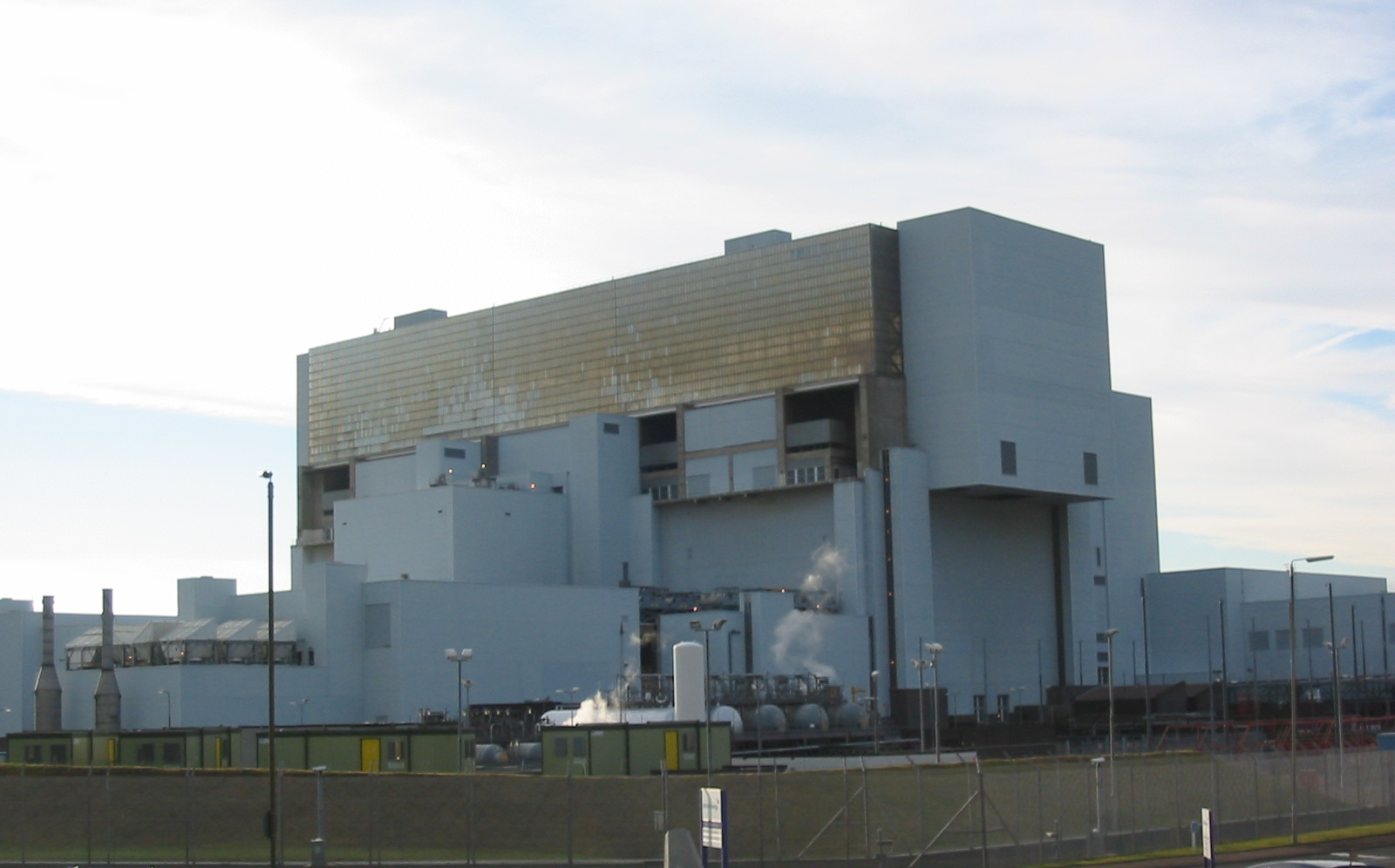
스코틀랜드 토네스 원전

## 같이 보기
- OPR-1000
- System 80